# PFC Cherno More Varna
PFC Cherno More Varna (em búlgaro: ПФК Черно Море Варна) é um clube de futebol profissional da Bulgária, sediado na cidade de Varna. Compete na principal competição do futebol búlgaro, A PFG.  Oficialmente fundado em 3 de março de 1913, como Associação Turística de Jovens "Ticha". O Cherno More recebeu o nome do Mar Negro e o clube de futebol também é conhecido pelo apelido de ”Os Marinheiros”.
Considerado um dos clubes bem-sucedidos do futebol búlgaro fora da capital Sofia, os Marinheiros venceram o campeonato búlgaro em quatro ocasiões, além da Copa e Supertaça da Bulgária uma vez, em 2015.

## História
Primeiros anos (1909-1944)

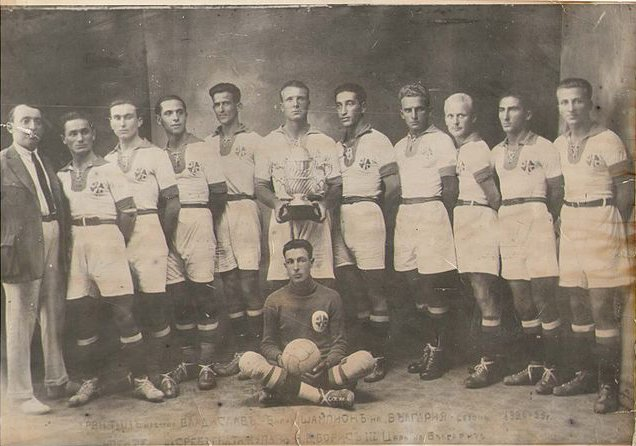
FC Vladislav Varna (um dos clubes que deram origem ao Cherno More) em 1925

O primeiro antecessor do clube foi o FC Sportist, fundado no verão de 1909. Em 24 de maio de 1914 tornou-se o time de futebol da Youth Touristic Association Ticha (fundada em 3 de março de 1913). Os membros de ambos os estabelecimentos eram garotos da 1ª escola masculina de Varna.  Como Ticha já estava registrada no cartório e teve sua própria carta aprovada pelo conselho de professores, a data de 3 de março de 1913 foi escolhida como a data oficial de fundação do clube, com a qual muitos torcedores não concordam, entendendo que o clube de futebol existe desde 1909. Em 21 de fevereiro de 1919, tornou-se o Youth Touristic and Sport  Association, um clube de esportes, para atender aos muitos garotos que se formaram na escola e queriam permanecer no clube.  Também em 1919, o time de futebol do SC Ticha jogou suas primeiras partidas contra as equipes de Sófia Slavia e Levski, derrotando-as por 3:0 e 4:1 em Varna e 1:0 em Sófia (a partida de volta contra Levski não foi disputada). Em 1919, o SC Ticha publicou o primeiro livro de regras do futebol, escrito por seus membros e o fundador do FC Sportist, Stefan Tonchev, que morreu na Guerras dos Balcãs, em 1916. Em 1921, o SC Granit rompeu sua associação com o SC Ticha devido a uma disputa financeira  e mudou seu nome para SC Vladislav (homenagem ao Ladislau III da Polônia, morto em 1444 na batalha pela libertação de Varna contra o exército otomano).  O SC Vladislav tornou-se uma das equipes de maior sucesso na história da Bulgária, antes da Segunda Guerra Mundial, conquistando o primeiro título do campeonato búlgaro (a copa do rei) em 1925 e também a primeira equipe a vencer a copa do rei três vezes.  Ticha venceu o campeonato uma vez em 1938.
Era comunista (1944-1989)
Com o estabelecimento do regime comunista na Bulgária após a Segunda Guerra Mundial, ocorreram mudanças significativas, afetando todos os clubes das Repúblicas Populares, sem exceção. Tudo isso, para se adequar à visão do novo governo comunista. Ticha e Vladislav se fundiram em 18 de fevereiro de 1945 e o novo nome do clube ficou Ticha-Vladislav (T-V). Eles estavam seguindo ordens do comitê do esporte nacional recém-nomeado que, se as equipes não fossem submetidas a fusões, não seriam registradas. Uma questão importante sobre a fusão dessas duas equipes e as reivindicações dos torcedores da Cherno More que descendem delas é que não foi o resultado de falência, insolvência, dívidas incobráveis ou qualquer outro problema, mas o resultado de uma decisão de um partido político que tinha poder absoluto, que simplesmente decidiu que haviam clubes demais na cidade de Varna e que seu número deveria ser reduzido. Nessas circunstâncias, os clubes precisavam procurar departamentos governamentais que pudessem apoiar os clubes. Dessa forma, o T-V ficou sob o controle do Ministério da Defesa, que mudou o nome do clube para Botev e, depois de um ano, para o VMS (A Marinha). Nesse ano, recebeu o apelido “The Sailors” (“Os Marinheiros”), que é usado até hoje. Em 1950, o VMS foi enviado ao Grupo V (3a. divisão) através de decisão administrativa, porque havia apenas um lugar para as equipes militares no Grupo A (1º divisão), tomadas por Sófia. Em 1951, a equipe foi promovida para o Grupo B também com decisão administrativa e, no ano seguinte, ganhou sua promoção para o Grupo A. 1953 foi um dos mais bem-sucedidos para ”Os Marinheiros” na ordem recém-estabelecida, quando o VMS terminou na terceira posição depois das duas Sófia. O nome do clube mudou anualmente para SKNA, VMS e Botev para VMS até 1959, após uma fusão com uma equipe menor da Cherno more, o nome foi adotado e permanece até hoje. Nos anos 1960, o treinador e ex-jogador do SC Vladislav, Ivan Mokanov, montou uma equipe formidável, difícil de ser batida, mas que não ganhou a prata. Dois amistosos notáveis viram o Ajax Amsterdam ser derrotado por 3:1 em Varna em 8 de junho de 1966, com o jovem Johan Cruijff marcando o gol de honra do Ajax. As vitórias sobre Derby County, Sheffield Wednesday e o segundo colocado da Divisão 1, Nottingham Forest (13 de agosto de 1966) foram as seguintes.
Na temporada 1981-82, a equipe terminou em 4º lugar e se classificou para a Taça Intertoto da UEFA.  Em um grupo com Standart Liège (2:0,0:3), Bayer 04 Leverkusen (1:1,1:3) e Hvidovre IF (2:0,1:1) Cherno more terminou no terceiro lugar.  Nas competições locais, Cherno more alcançou a final da Copa do Exército Soviético duas vezes em 1985 e 1988, ficando em segundo lugar nas duas ocasiões.
A luta dos anos 90
A queda do socialismo na Bulgária em 1989 e o estabelecimento da democracia trouxeram novas dificuldades para os clubes de futebol búlgaros.  A transição de organizações apoiadas pelo Estado para entidades privadas viu muitos clubes tradicionais de futebol desaparecerem completamente, enquanto outros foram forçados a declarar falência, apenas para retornar mais tarde obtendo licenças de clubes menores. O Cherno More evitou qualquer alteração administrativa e manteve seu nome e histórico, mas passou seis temporadas consecutivas no segunda divisão da liga. Relegado nas temporadas 1989-90 e 1993-94 e enfrentando imensas dificuldades financeiras, o clube chegou perto do rebaixamento para a 3ª divisão durante a temporada 1998-99.  Apesar de pertencer ao Grupo B, Cherno More vendeu seu melhor jogador e própria cria, Ilian Iliev, para a Levski Sofia pelo valor recorde de 2 milhões de leva (£ 60.000) em 1991. Mais tarde, Iliev foi vendido pelo Levski ao SL Benfica.  As coisas começaram a melhorar em 1998 com o novo presidente e futuro ministro do esporte Krasen Kralev, que transformou o clube em uma empresa.
Novo milênio
O novo milênio viu o clube se estabelecer na primeira divisão do país.  Os Marinheiros passaram a maior parte dos anos 90 no segundo escalão da Bulgária antes de garantir a promoção no final da temporada 1999-2000, encerrando um período de seis temporadas consecutivas no Grupo B.  Cherno More sobreviveu a pequenos problemas de rebaixamento nas duas primeiras temporadas no Grupo A e depois tornou-se regular na parte superior da classificação da liga.  Em 2002, Kralev convenceu a empresária Ilia Pavlov a comprar o clube.  Pavlov tinha idéias sobre como desenvolver o clube e transformá-lo em um dos líderes do futebol búlgaro.  Ele nomeou o jovem e ambicioso técnico Velislav Vutsov e contratou muitos jogadores experientes, como o goleiro da seleção nacional, Zdravko Zdravkov e alguns jogadores estrangeiros, como Lúcio Wagner, Darko Spalević e o internacional maltês Daniel Bogdanovic.  Os resultados foram rápidos.  As vitórias contra o campeão CSKA em Sófia e Litex em Lovech viram o time subindo na tabela.  A história de sucesso terminou abruptamente com o assassinato de Ilia Pavlov em 7 de março de 2003. Meses de incertezas se seguiram e, em algum momento, a própria existência do clube estava em jogo até que a holding búlgara Chimimport o adquiriu em 2004. Na temporada 2007-08, os Marinheiros terminaram em 5º no Grupo A e se classificaram para a última temporada da Copa da UEFA devido a problemas de licença do CSKA Sófia.  Liderados pelo capitão Alex, eles superaram as expectativas derrotando UE Sant Julia, de Andorra, na primeira pré-eliminatória (9-0 no total) e Maccabi Netanya, de Israel, na segunda pré-eliminatória (3-1 no total).  Cherno More desafiou o clube alemão VfB Stuttgart na 1ª rodada e foi eliminado após uma derrota por 1-2 em casa e um surpreendente empate por 2 a 2 em Estugarda, depois de vencer por 2-0 até o 85º minuto do jogo.  Durante a mesma temporada, a equipe conseguiu terminar em 3º no Grupo A e se classificou para a recém-criada competição européia de futebol, a Liga Europa.  Em 2009-10, o Cherno More iniciou a sua campanha na UEFA Europa League derrotando o Iskra-Stal da Moldávia na segunda pré-eliminatória (4-0 no total).  Posteriormente, eles foram sorteados para jogar contra o poderoso holandês PSV Eindhoven na terceira pré-eliminatória.  A equipe de Varna foi eliminada após uma derrota por 0-1 em Eindhoven e outra por 0-1 no Estádio Lazur, em Burgas.  Depois de terminar em terceiro em 2008-09, o clube não conseguiu impressionar na liga nacional nos anos seguintes, mas teve uma campanha bem-sucedida na Copa da Bulgária na temporada 2014-15.  Os marinheiros derrotaram Sozopol, Slavia Sofia, Lokomotiv Gorna Oryahovitsa e Lokomotiv Plovdiv no caminho para a final contra o Levski Sofia no Estádio Lazur, em Burgas.  Apesar de ter jogado com dez homens desde os 39 minutos e perdendo por 0-1, a equipe conseguiu empatar nos acréscimos com o voleio de Bacari e venceu a Copa após o impressionante gol de Mathias Coureur aos 118 minutos, vencendo o primeiro Troféu, pós-Segunda Guerra Mundial.

## Estádio

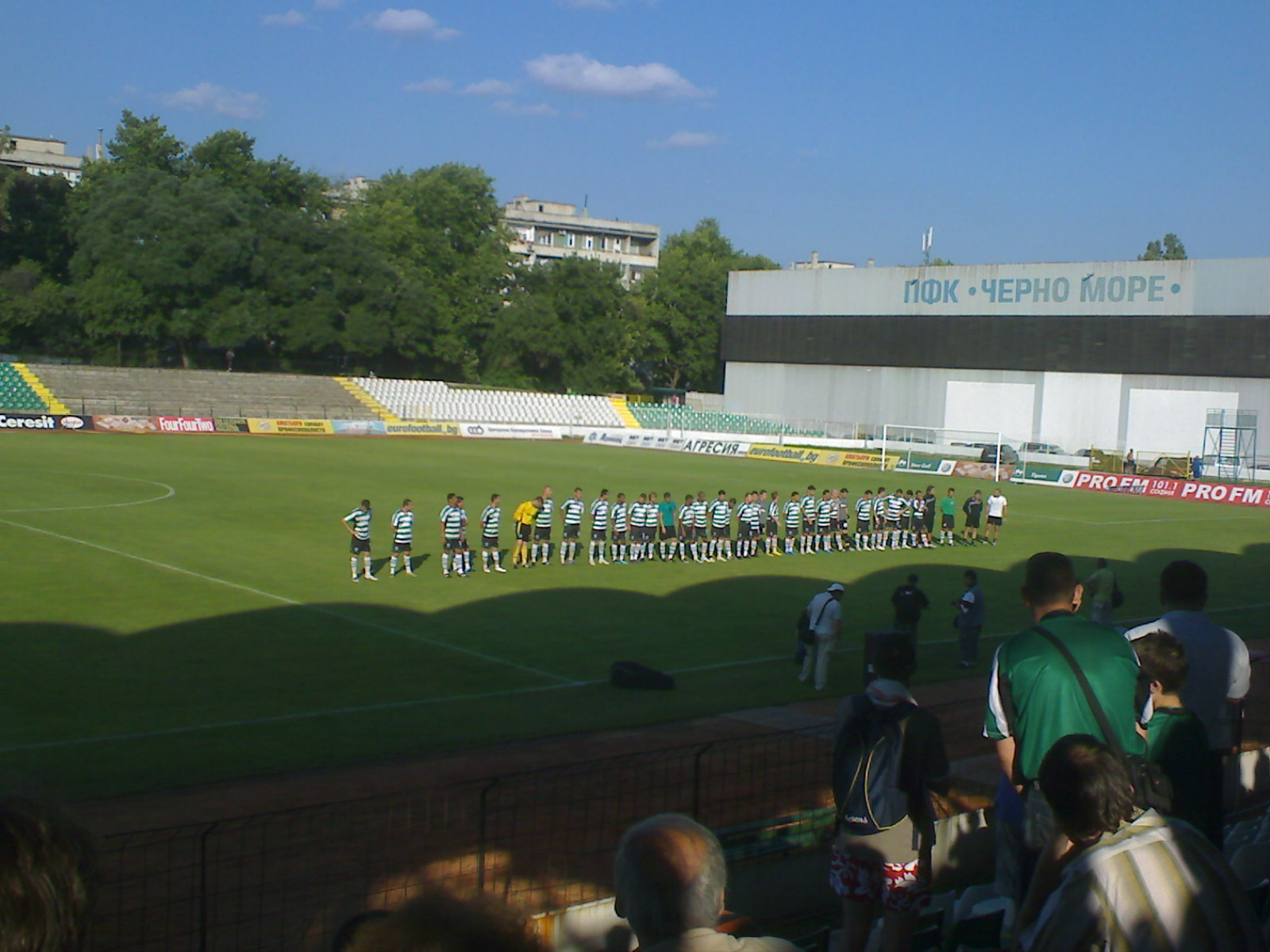
Vista do Ticha Stadium em 2010

O Cherno More Varna manda as suas partidas no Estádio Ticha, em Varna, cuja capacidade é de 9.500 lugares.

## Uniformes
- Uniforme titular: Camisa branca com listras horizontais verdes, calção preto e meias pretas.
- Uniforme reserva: Camisa azul-marinho com listras horizontais pretas, calção preto e meias pretas.

## Elenco atual
Atualizado em 30 de agosto de 2022.
Legenda
- : Capitão

## Estatísticas

### Jogadores com mais partidas disputadas
| Posição | Nome             | País     | Jogos |
| ------- | ---------------- | -------- | ----- |
| 1       | Todor Marev      | Bulgária | 422   |
| 2       | Stefan Bogomilov | Bulgária | 353   |
| 3       | Dimitar Bosnov   | Bulgária | 343   |
| 4       | Zdravko Mitev    | Bulgária | 269   |
| 5       | Todor Atanasov   | Bulgária | 258   |

| Posição | Nome             | País     | Gols |
| ------- | ---------------- | -------- | ---- |
| 1       | Stefan Bogomilov | Bulgária | 162  |
| 2       | Nikola Dimitrov  | Bulgária | 63   |
| 3       | Rafi Rafiev      | Bulgária | 62   |
| 4       | Zdravko Mitev    | Bulgária | 61   |
| 5       | Damyan Georgiev  | Bulgária | 56   |

## Titulos
Liga Profissional Búlgara de Futebol A
campeão (4):
1925,
1926,
1934,
1938
Copa da Bulgária
campeão (1):
2015

Bulgarian Supercup:
campeão (1):
 2015
Cup of the Soviet Army
vice-campeão(2):
1985,
1988
Internacional
Bucharest Cup:
campeão(1):
1925